# 曾凡华 (1973年)
曾凡华（1973年12月—），男，湖北武汉人，中华人民共和国外交官，曾任中华人民共和国驻巴布亚新几内亚独立国特命全权大使。

## 生平
1995年，进入中华人民共和国外交部工作，先后在外交部西欧司、驻德国大使馆、外交部欧洲司、驻苏黎世总领事馆任职。2011年，任驻奥地利大使馆参赞。2013年，任驻德国大使馆参赞。2016年，任外交部欧洲司参赞。2018年，升任外交部欧洲司副司长。2021年5月，出任中华人民共和国驻巴布亚新几内亚大使。2024年6月，自驻巴布亚新几内亚大使离任。

## 家庭
已婚，有一子。